# Pablo Lima
Pablo Martín Lima Olid (født 26. marts 1981 i Montevideo, Uruguay) er en uruguayansk tidligere fodboldspiller (forsvarer).
Perrone spillede størstedelen af sin karriere i hjemlandet, hvor han blandt andet var tilknyttet Danubio i næsten ti sæsoner. Han vandt det uruguayanske mesterskab med klubben tre gange. Han havde også udlandsophold hos blandt andet Vélez Sársfield i Argentina, som han blev argentinsk mester med i 2009.
Lima spillede desuden 14 kampe for Uruguays landshold i perioden 2001-2007. Han var med i truppen der blev nr. 4 ved Copa América i 2001.

## Titler
Primera División Uruguaya
- 2004, 2007 og 2014 med Danubio

Primera División de Argentina
- 2009 (Clausura) med Vélez Sarsfield